# De verborum significatione
De verborum significatione (‘over de betekenis van woorden’) is een twintigdelig lexicografisch werk van de Romeinse grammaticus Sextus Pompeius Festus, vandaar ook het Lexicon van Festus genoemd. Het werk is een samenvatting van het eerdere, en gelijknamige, werk van Marcus Verrius Flaccus, dat verloren is gegaan.
Het oorspronkelijke werk van Festus wordt doorgaans gesitueerd in de tweede eeuw v. Chr., maar het overleeft enkel in een gehavend manuscript uit de 11de eeuw en in de kopieën van de 8ste-eeuwse samenvatting die Paulus Diaconus van het werk maakte. Ondanks de slechte overlevering van het werk, vormt het toch een belangrijke antiquarische informatiebron.

## Achtergrond
Lexicografie in het oude Rome diende twee doelen. Enerzijds werden lexica gebruikt als praktische hulpmiddelen voor studenten, omdat het verklaringen bood voor verouderde en onbegrijpelijke woorden uit de oude poëzie, die deel uitmaakte van hun studiemateriaal. Anderzijds werden ze ingezet voor de studie van de oudste geschriften van nationale literatuur en wetgeving, waarbij de nadruk lag op etymologie, zoals blijkt uit verzen van Naevius, Ennius en Accius. Hierbij werd de neiging gevolgd om precieze semantische verschillen tussen vrijwel identieke woorden vast te stellen, een benadering die al te zien is in passages van Cato's toespraken en in de verzen van Accius.
Marcus Verrius Flaccus (ca. 55 v. Chr. – ca. 20 n. Chr.) was een Romeinse libertus die naam had gemaakt als grammaticus en onderwijzer van de kleinzonen van keizer Augustus. Een van de belangrijkste verwezenlijkingen uit zijn carrière was de creatie van zijn De significatu verborum , een uitgebreid lexicografisch werk in 40 boeken. Zoals de andere werken van Verrius, is ook de De significatu verborum verloren gegaan, maar uit de latere samenvattingen door Festus en Paulus Diaconus wordt duidelijk dat dit werk een belangrijke plek innam: het verzamelt veel informatie over de geschiedenis en samenleving van het Republikeinse Rome en Italië, en het is belangrijk vanwege de talrijke expliciete citaten van vroege Romeinse auteurs.
Sextus Pompeius Festus was een grammaticus die vermoedelijk actief was in de tweede eeuw n.Chr. Mogelijk was hij afkomstig uit Narbo in Gallië (vandaag Narbonne Frankrijk). Over zijn leven is zeer weinig geweten, enkel dat hij in de periode van het Romeinse Keizerrijk een samenvatting schreef van het lexicografische werk van Verrius staat vast. De samenvatting die Festus maakte van Verrius’ De significatu verborum is het enige werk dat ons is overgeleverd van de auteur. Uit het Lexicon kan echter wel worden afgeleid dat Festus de auteur van nog minstens één ander werk zou zijn, maar dat is volledig verloren gegaan. Ook zijn De verborum significatione is ons zeer slecht overgeleverd. De oorspronkelijke tekst bestaat nog in één laat en zwaar gehavend handschrift, de Codex Farnesianus. Verder moet vooral vertrouwd worden op de samenvatting die Paulus Diaconus maakte van het werk.
Paulus Diaconus (ca. 720, Cividale del Friuli Lombardije — ca. 799, Montecassiano , Benevento) was een historiograaf en dichter die vooral bekend was om zijn Historia Langobardorum. Daarnaast is hij dus ook verantwoordelijk voor een samenvatting van het Lexicon van Festus, wat resulteerde in een tiendelig lexicon – ongeveer de helft van Festus' oorspronkelijke versie.  Diaconus was actief in een kring van intellectuelen aan het hof van Karel de Grote en schonk zijn samenvatting van het werk van Festus dan ook aan diens bibliotheek. Diaconus' werk circuleert wel in verschillende manuscripten.

## Inhoud van het werk
Festus’ samenvatting van Verrius’ lexicon resulteerde in een twintigdelig werk, de helft van het oorspronkelijke werk dat uit 40 boeken bestond. De lemmata zijn ruw alfabetisch geordend, waarbij we niet weten of dit het werk van Verrius dan wel van Festus was.
Het werk mag dan wel bekend staan als het eerste alfabetische Latijnse woordenboek, toch is de alfabetische ordening niet erg accuraat. Onder de ons overgeleverde lemmata zien we sommige geordend op basis van de eerste twee letters van het woord, andere dan weer op de eerste drie letters. Daarnaast wordt er ook regelmatig van de alfabetische ordening afgeweken om enkele lemmata die thematisch samenhoren ook samen te bhandelen.
Inhoudelijk concentreert De verborum significatione zich voornamelijk op antiquarisch en verouderd taalgebruik. Verrius liet alle veelgebruikte termen (bv. manere ‘blijven’) of cultureel relevante termen (bv. mancipium ‘slaaf’) achterwege. Wel nam hij verschillende eigennamen van goden of historische figuren op in zijn lexicon. Een groot deel van de lemmata was gewijd aan begrippen met betrekking tot oude rituelen, folklore of andere religieuze elementen. Het doel van Verrius’ werk was om de betekenis van de meer obscure woorden te illustreren. Daarnaast werd ook de vroege betekenis van andere, meer courante woorden verduidelijkt.
Verder gebruikt voor De verborum significatione een groot aantal vroege literaire bronnen om de mogelijke betekenissen van een woord te verduidelijken. Opvallend hierbij is dat de opeenvolging van geciteerde auteurs vrij regelmatig is. Men vermoedt hierdoor dat Verrius een vooraf bepaalde lijst van auteurs had, die hij doorlas bij het opstellen van nieuwe lemmata om citaten te vinden die deze woorden illustreren.
Naast rijkelijke illustratie met citaten schonk Verrius ook veel aandacht aan de etymologie van woorden en hun eventuele meervoudige of geëvolueerde betekenissen, om zo tot de ‘ware’ betekenis van een woord te komen, wat voor de antieke lexicografie een van de meest belangrijke elementen was. Het volgende voorbeeld toont de aandacht voor etymologische verklaring van het woord ‘monstrum’:
 Monstrum, ut Aelius Stilo interpretatur, a monendo dictum est, velut monestrum. Item Sinnius Capito, quod monstret futurum, et moneat voluntatem deorum; quod etiam prodigium, velut praedictum et quasi praedicium, quod praedicat eadem, et portentum, quod portendat et significet. Inde dici apparet id quartum, quod mihi visum est adiciendum, praesertim cum ex eadem significatione pendeat, et in promptu sit omnibus, id est ostentum; quod item ab ostendendo dictum est apud auctores. (p. 242)  
Hoewel het eigenlijke werk van Verrius niet tot vandaag is overgeleverd, toch staat het vast dat de samenvatting van Festus niet zomaar een inkorting van het werk van Verrius is: Festus voegde immers regelmatig zijn eigen aanvullingen toe. In het voorbeeld hierboven gegeven zien we het bewijs van zo'n aanvulling: ‘quod mihi visum est adiciendum’.
Naast aanvullingen op het werk van Verrius, was Festus ook vaak kritisch tegenover zijn voorganger. Bij verscheidene woorden laat Festus weten het niet eens te zijn met de door Verrius geboden verklaring. Bij het woord percunctatio ‘ondervraging’ laat Festus bijvoorbeeld weten dat de verklaring van Verrius voor dit woord onjuist is: ‘mihi id falsum videtur’ (236.5). Op andere plaatsen is Festus van oordeel dat Verrius overbodige toevoegingen gedaan heeft en spreekt hij de verklaringen van Verrius tegen. Behalve inhoudelijke aanpassingen aan het werk, is het aannemelijk dat Festus delen van het werk heeft gereorganiseerd.
Ondanks de aanvullingen die Festus heeft gemaakt in zijn lexicon, blijft het werk in wezen een samenvatting van het oudere werk van Verrius. Festus liet lemmata weg uit zijn versie waarvan hij meende dat deze niet meer relevant waren voor de periode waarin hij leefde (i.e. de Romeinse Keizertijd). Dit geeft onderzoekers een goed beeld van de culturele, politieke en religieuze context waarin Festus zelf leefde, maar brengt helaas ook het verlies van oudere termen en hun verklaring met zich mee. Er bestaat het vermoeden dat Festus van plan was de weggelaten woorden te verwerken in een apart werk, de Priscorum verborum cum exempliis, maar het is onduidelijk of hij dat ooit heeft gerealiseerd.
Ook tussen het werk van Festus en de latere samenvatting van Paulus Diaconus zijn enkele duidelijke verschillen op te merken:
- Paulus vermeldt bijna nooit titels van de werken waaruit Verrius zijn citaten putte.
- Paulus heeft de neiging namen weg te laten van de geleerden wier woorden Festus parafraseert.
- Indien Paulus namen vermeldt die bij Festus in twee delen voorkomen, knipt hij het tweede deel weg.
- Wanneer de glossen uittreksels bevatten waarin Festus drie of meer citaten aanhaalt om ze uit te leggen, gebruikt Paulus enkel de eerste en de derde.
- Paulus kort regelmatig de door Festus aangehaalde verzen in.[1]

Paulus behield daarnaast de algemene volgorde van het werk van Festus, maar elimineerde lemmata die hij zelf onduidelijk of overbodig achtte. Paulus Diaconus liet een vrij groot aantal lemmata van Festus achterwege – in het bijzonder op het vlak van Romeinse religie en maatschappij – alsook veel citaties door vroege auteurs.
Het onderstaande voorbeeld illustreert hoe eenzelfde lemma eruitziet bij Festus (links) en Paulus (rechts). Opvallend is het verschil in lengte van de verklaring van het begrip ‘obscum’.
| Obscum duas diversas et contrarias significationes habet. Nam Cloatius putat eo vocabulo significari sacrum, quo etiam leges sacratae obscatae dicantur; et in omnibus fere antiquis commentariis scribitur Opicum pro Obsco, ut in Titi[n]ni fabula Quinto (104): “Qui Obsce et Volsce fabulantur, nam Latine nesciunt.” A quo etiam verba impudentia elata appellantur obscena, quia frequentissimus fuit usus Oscis libidinum spurcarum. Sed eodem etiam nomine appellatur locus in agro Veienti, quo frui soliti produntur augures Romani. (p. 204) | Obscum dicitur significare sacrum, unde et leges obsatae id est sacratae. (p. 205) |

## Overlevering
Het enige manuscript dat overgeleverd is van Festus’ De verborum significatione is een laat 11de-eeuwse manuscript afkomstig uit Napels, de zogenaamde Codex Farnesianus. Het werk wordt zo genoemd omdat het ooit deel uitmaakte van de bibliotheek van kardinaal Ranuccio Farnese (16de eeuw). Het manuscript is in zeer gehavende staat en enkel de lemmata vanaf de letter M zijn bewaard. Daarenboven zijn de buitenranden van alle pagina’s van het manuscript weggebrand, zodat van de twee kolommen die op elke pagina stonden, de binnenste in de meeste gevallen compleet is, maar de buitenste gereduceerd tot een paar letters. Hierdoor zijn volledige lemmata verloren gegaan of vertonen ze grote hiaten. In veel gevallen is het hierdoor moeilijk vast te stellen waar een lemma eindigt en een ander begint. Tot overmaat van ramp werd het werk verder beschadigd toen de humanist Pomponio Leto het manuscript in handen kreeg: hij haalde het manuscript uit elkaar en verwijderde drie katernen uit het werk, die nu ook compleet verloren zijn.

## Belang van het werk
De verborum significatione vormt, ondanks de slechte overlevering van het werk, een belangrijke bron van informatie over het Romeinse verleden. Het biedt ons een unieke blik op bijvoorbeeld institutionele en religieuze aspecten en gebruiken.
Daarnaast is het werk ook een mijlpaal in de traditie van de lexicografie, aangezien het hier gaat om het “eerste alfabetische Latijnse woordenboek”.
Ten slotte moet het werk ook in de oudheid al veel gezag hebben genoten, voornamelijk onder Grieks-sprekende geleerden met een interesse in de Latijnse taal. Het latere Grieks-Latijnse woordenboek Glossarium Philoxeni vermeldt de De verborum significatione meermaals als bron.